# Pónya Sára
Pónya Sára (1999. május 14. –) magyar sílövő, sífutó.

## Pályafutása
Kétévesen tanult meg síelni. Versenyszerűen kajakozóként sportolt. Még utánpótlás korosztályban dobogós volt összetettben az alpesisí magyar bajnokságon. Ezután befejezte ezt a két sportot, majd a sífutásra és a biatlonra váltott.
A 2017-es sífutó vb-n a sprintben 91. helyezést szerzett. A 2018-as junior sílövő világbajnokságon sprintben 78., az egyéni versenyben 88., a váltóban (Veres Mirella, Bodnár Gina) 17. helyen végzett. A junior sífutó vb-n sprintben 75., 5 km-en 80. volt. Ugyanebben az évben a nyári sílövő vb-n a juniorok között 7,5 km-en 45., 10 km üldözőben 43. helyezést szerzett.
A 2019-es junior sílövő vb-n sprintben 70., egyenkéntiben 80. helyen végzett.
A 2019-es sílövő Európa-bajnokságon 15 kilométeren 81., a sprintversenyben 77., vegyespárosban (Panyik Dávid) 23. lett. A nyári világbajnokságon a sprintben 43., az üldözőben 42. helyen ért célba.
A 2020-as junior biatlon vb-n sprintben 61., egyenkéntiben 67. lett. A 2020-as biatlon világbajnokságon az egyéni versenyben 83., a sprintben 99. volt. Vegyespárosban Panyik Dáviddal 29. helyen végzett. A biatlon Európa-bajnokságon a sprinten 97., a vegyes párosban 24. lett.
A 2021-es északisí vb-n a sprintverseny selejtezőjében 87. helyezést szerzett. 10 kilométeren 81. volt. Ezzel sífutásban teljesítette az olimpiai induláshoz szükséges szintet. Az ugyanekkor rendezett junior sílövő vb-n 69. volt.
A 2022-es téli olimpián 10 km-en a 97. helyen végzett.
Az Eszterházy Károly Katolikus Egyetem hallgatója.

## Díjai, elismerései
- Az év magyar sílövője: 2019,[11] 2020,[12] 2021,[13] 2022,[14] 2023[15]
- Az év magyar sífutója: 2019
- Jó tanuló, jó sportoló: 2021[16]